# Storia di Giarre
La storia di Giarre risale alla costituzione del primo nucleo della città edificata nel XVI secolo. Tuttavia la vicenda del popolamento del territorio giarrese è risalente a tempi molto più antichi.

## Periodo greco
Nel VII secolo a.C. coloni calcidesi provenienti dalla vicina Naxos fondarono la città di Kallipolis (letteralmente bella città, italianizzata in Callipoli). L'esistenza di tale città è testimoniata dalle fonti, benché non siano stati rinvenuti reperti che permettano una precisa localizzazione dell'insediamento greco. Questo doveva presumibilmente collocarsi nella zona dell'odierna Giarre, in quanto si trattava del luogo più appropriato dove fondare un insediamento, per la vicinanza di un corso d'acqua (corrispondente all'odierno torrente Macchia) e del mare, e per la presenza di una vasta area boschiva (quello che verrà poi detto dai romani Lucus Jovis, poi Bosco d'Aci). Le altre possibili collocazioni della città di Kallipolis sono più improbabili, essendo all'epoca l'area a nord di Giarre prevalentemente acquitrinosa e quella a sud ricoperta da una fitta boscaglia. Dell'antica città nulla si sa oltre al fatto della sua esistenza e della sua presunta distruzione nel 403 a.C. assieme a Naxos ad opera del tiranno siracusano Dionisio I.

## Contea di Mascali

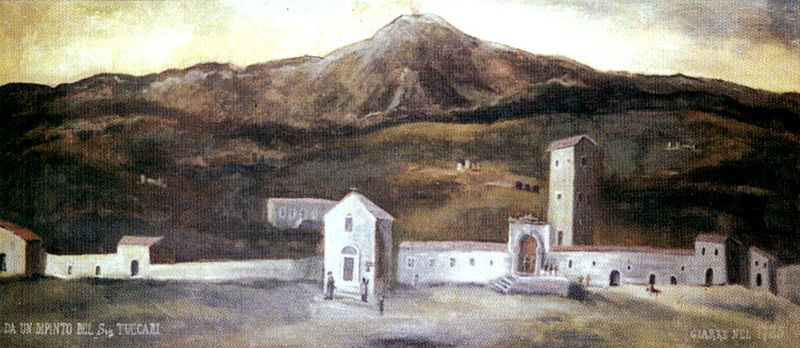
L'abitato di Giarre nel 1725: anonima e parziale riproduzione di una tela settecentesca (oggi scomparsa) a soggetto sacro, opera del pittore Giovanni Tuccari.

La storia recente di Giarre va di pari passo con quella della contea di Mascali, di cui la città, così come Riposto, faceva parte. Si deve infatti al vescovo di Catania, Nicola Maria Caracciolo, il popolamento progressivo della Contea di Mascali, allora ancora prevalentemente ricoperta dal fitto ed esteso Bosco d'Aci. Il Caracciolo, attorno alla seconda metà del XVI secolo, offrì in enfiteusi ad acesi e messinesi le terre della contea, che vennero coltivate soprattutto a vite. Proprio grazie a questa opera di disboscamento fu possibile realizzare un nuovo tratto della Via Valeria (la direttrice romana Messina-Catania), che sino ad allora procedeva tortuosamente da Mascali verso l'entroterra aggirando a monte la zona. Fu così che nacquero le due piccole comunità di Giarre e Riposto. Il nome Giarre si deve al fondaco, un luogo di raccolta delle giare (ossia i recipienti dove erano contenute le merci: vino, olio, frutta, cereali). Progressivamente Giarre aumentò la sua importanza economica e il suo numero di abitanti e, forte del suo dinamismo commerciale, lottò aspramente per ottenere l'autonomia da Mascali con vari tentativi a cavallo tra il XVIII e il XIX secolo.

## XIX secolo
L'autonomia comunale venne ottenuta nel 1815, quando vennero aboliti i feudi e la città, insieme ad altri centri, si staccò dalla allora Contea di Mascali a cui storicamente era appartenuta. Le località di Riposto e Torre Archirafi, con un'economia e un ceto mercantile diverso da quello di Giarre iniziarono subito a chiedere di costituire un nuovo comune. Il 27 aprile 1841, con concessione di Re Ferdinando II di Borbone Riposto diveniva comune autonomo e veniva staccato da Giarre. 
Negli anni successivi vi furono altre modifiche confinarie: nel 1847 il territorio comunale si estendette nuovamente con l'annessione del bosco della Cerrita, storicamente appartenente a Castiglione di Sicilia, ma nel 1859 si restrinse perdendo Bongiardo in favore di Zafferana Etnea.

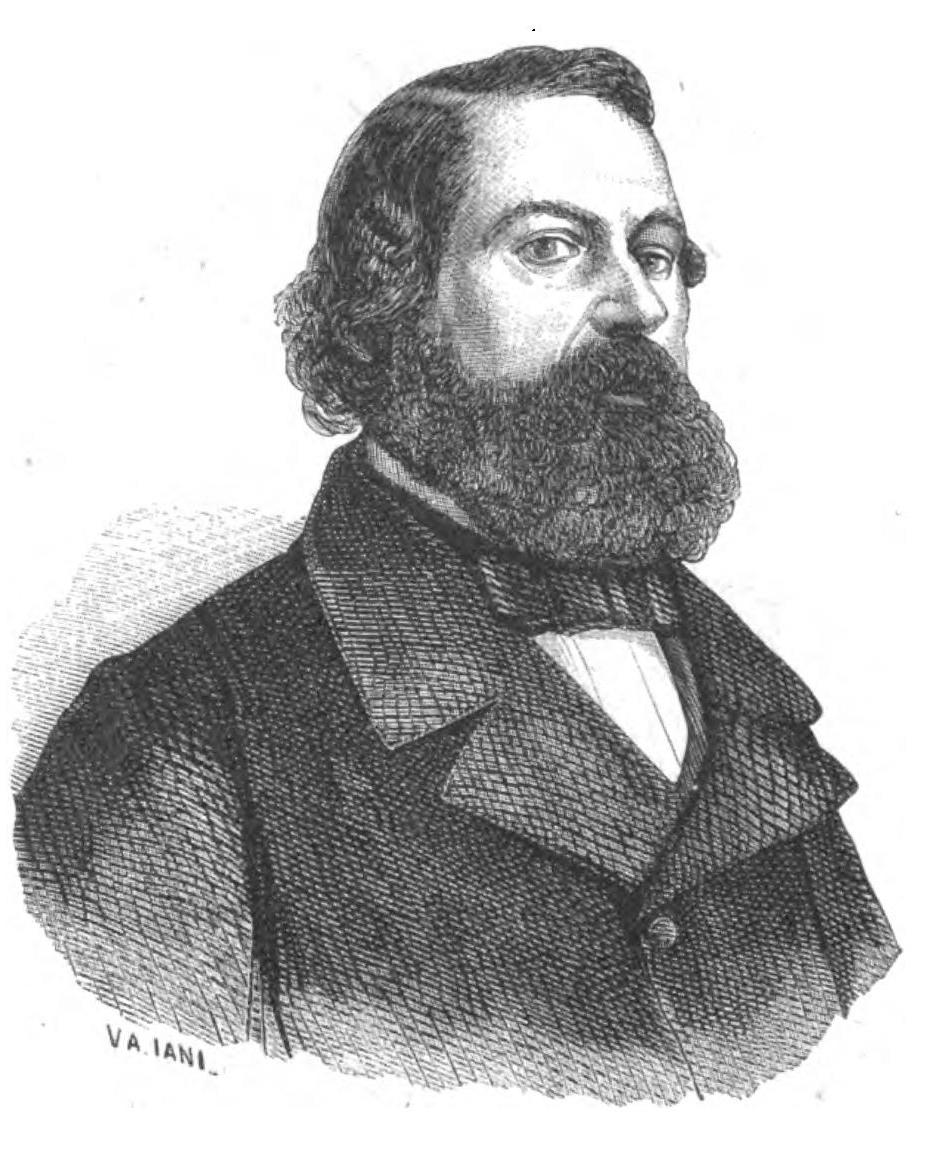
Il deputato Alessandro Grassi

Nel 1848 Giarre partecipò attivamente agli eventi della rivoluzione siciliana, moto popolare che diede il via alla primavera dei popoli e portò alla proclamazione dell'effimero Regno di Sicilia. Tuttavia, fu presto rioccupata dalle truppe borboniche di Carlo Filangieri, principe di Satriano, il 4 aprile 1849.
Nel 1860 la città si ribellò nuovamente al governo borbonico e distrusse la torre che lo rappresentava.
Nel 1864 l'allora principe ereditario Umberto visitò la città, ospitato in casa del deputato Alessandro Grassi, in via Callipoli, 165. L'evento è ricordato da una lapide apposta sulla facciata del palazzo. Umberto I visitò nuovamente la città nel 1881, stavolta nelle vesti di sovrano, accompagnato dalla consorte, la regina Margherita e dal principe ereditario Vittorio Emanuele.
Il 18 luglio 1865 Giarre fu gravemente colpita da un terremoto, che causò in totale 80 vittime. La frazione di Macchia fu devastata dal sisma: quasi tutte le abitazioni vennero distrutte e i morti furono 64, mentre i feriti 47.
L'8 novembre del 1889 un nubifragio causò l'esondazione del torrente Macchia, che comportò la morte di diverse persone.

## XX secolo

### Inizio XX secolo e prima guerra mondiale
Nel XX secolo il territorio comunale fu ulteriormente decurtato: nel 1923 si staccò Sant'Alfio, che allora comprendeva anche Milo; secondo voci popolari alcuni giarresi si vendicarono appiccando il fuoco al castagno dei Cento Cavalli. Nel 1934 le frazioni di Dagala del Re, Monacella e Petrulli vennero annesse al costituendo comune di Santa Venerina (Petrulli sarebbe poi diventata, nel 1950, frazione di Zafferana Etnea).
Nel 1911 si verificò in zona un terremoto con effetti distruttivi; danni gravi vennero registrati a Macchia.
Tra il 1917 e il 1919, in seguito alla rotta di Caporetto, la città accolse un folto numero di profughi cismonesi. Questi ultimi ebbero come proprio centro spirituale la chiesa del Convento, che accolse la loro statua della Madonna del Pedancino.
Nel 1918 il comune fu colpito da un forte terremoto che causò 100 vittime.

### Fascismo e seconda guerra mondiale
Durante il fascismo, su spinta di Giuseppe Vasta Parisi, podestà di Giarre, e del ripostese Domenico Arcidiacono, sottosegretario alla Marina Mercantile, con decreto del novembre 1939 i due comuni di Giarre e Riposto vennero riuniti e assunsero prima il nome di Giarre-Riposto e poi, nel 1942, quello di Ionia. L'amministrazione e le attività commerciali vennero accentrate a Giarre e Riposto fu costretta ad assumere il nome di Ionia Marina. Un decreto del 1945 ripristinò la situazione precedente con i comuni di Giarre e di Riposto divisi.

### Delitto di Giarre
Il 31 ottobre 1980 Antonio Galatola e Giorgio Agatino Giammona, due ragazzi gay di 15 e 25 anni vennero trovati morti sotto un pino marittimo di fronte all'attuale ITIS. Il caso ebbe rilevanza nazionale, e portò alla fondazione del primo circolo Arcigay a Palermo il 9 dicembre dello stesso anno.
Secondo le parole dello scrittore Piergiorgio Paterlini, "Giarre ha assunto un’importanza archetipica. Per la prima volta la stampa, anche quella di destra, mostrava pietà per due gay uccisi. Non si parlava di “delitti nello squallido mondo omosessuale”, ma di un amore “normale”, fra due ragazzi “normali”. In un sol colpo Giarre ha spazzato via lo stereotipo dell’effeminatezza, della prostituzione minorile, dei gay vip, del ragazzo etero che va con l’omosessuale adulto (la loro differenza d’età era allo stesso tempo molta e poca)".

### Alluvione del 1995
Il 13 marzo 1995 Giarre venne colpita da un'alluvione che causò tre vittime.

## XXI secolo
Il 24 febbraio del 2025 riceve dal Presidente della Repubblica il titolo di città.